# Tokomaru
Tokomaru est une petite localité du district de Horowhenua, située dans le sud-ouest de l’Île du Nord de la Nouvelle-Zélande.

## Situation
Elle est localisée à 18 kilomètres au sud-ouest de Palmerston North, et à une distance similaire au nord-est de la ville de  Shannon.

## Population
Lors du recensement de 2013 en Nouvelle-Zélande, Tokomaru avait une population de 552 habitants, en augmentation de 36 personnes soit 7 % depuis le recensement de 2006. 
Il y avait 201 logements occupés et 15 logements vacants.

## Installations de la ville et attractions
Le Tokomaru Steam Engine Museum présente une collection d'anciennes machines, en particulier une locomobile automotrice et des machines à vapeur dont la plupart sont toujours en état de marche. La plus marquante est une Fowler (en) de 1904, une « machine portable » de 1897 de la marque Aveling & Porter (en) et un énorme compresseur 335 ch fixe Filer & Stowell (en) – provenant de l usine de congélation d'Imlay à Wanganui.
Dans la banlieue de Tokomaru, il y a aussi deux usines : Stevensons Construction, toujours opérationnelle qui emploie un grand nombre de résidents de Tokomaru ; l’autre est une ancienne laiterie, qui est en voie d’être rénovée.

## Sport
Tokomaru a deux réserves publiques. 
Le domaine de Tokomaru, qui est un terrain de sports avec gymnase et le Horseshoe Bend reserve. Le domaine de Tokomaru est aussi le siège de A Bowmens Gathering, un groupe d’archers de reconstitution, qui est centré sur l’Archerie, caractérisé de façon prédominante par l’utilisation du longbow, arc long d'une seule pièce.
Les séances de tirs ont lieu quatre fois par an. 
Le groupe est composé d’archers et de « reconstituteurs » venant de toute l’île du Nord de la Nouvelle-Zélande, d’Auckland à Wellington.

## Éducation
La ville fournit à la fois le niveau d’éducation primaire et intermédiaire pour la région.
La bibliothèque publique est située sur le terrain de l’école.